# Витт, Ганс-Людвиг
Ганс-Людвиг Витт (нем. Hans-Ludwig Witt; 25 декабря 1909, Баутцен, Саксония — 13 февраля 1980, Гамбург) — немецкий офицер-подводник, капитан 3-го ранга (1 февраля 1943 года).

## Биография
10 октября 1929 года поступил на флот кадетом. 1 октября 1933 года произведен в лейтенанты. Служил на учебных кораблях, в том числе «Горх Фок» и «Шлагетер».

## Вторая мировая война
В октябре 1940 года переведен в подводный флот. С 8 июля по 30 ноября и 1 — 31 декабря 1941 года командовал подлодкой U-161.
С 14 мая 1942 по 8 июля 1943 года — командир подлодки U-129, на которой совершил 3 похода (проведя в море в общей сложности 275 суток) в Западную Атлантику и в Карибское море.
17 декабря 1942 года награждён Рыцарским крестом Железного креста.
В 1943—44 годах служил в штабе командующего подводным флотом. 26 января 1945 года назначен командиром новой «электрической» подлодки U-3524, но участия в военных действиях уже не принимал.
Всего за время военных действий Витт потопил 19 судов общим водоизмещением 100 773 брт.